# Janice Behrendt
Pour les articles homonymes, voir Behrendt.
Janice Behrendt, née le 23 septembre 1983, est un mannequin allemand ayant été couronné Miss Deutschland 2008. Elle participe également au concours Miss Monde 2007.